# Портрет Карла Густавовича Сталя
«Портрет Карла Густавовича Сталя» — картина Джорджа Доу и его мастерской из Военной галереи Зимнего дворца.
Картина представляет собой погрудный портрет генерал-майора Карла Густавовича Сталя из состава Военной галереи Зимнего дворца. 
Во время Отечественной войны 1812 года полковник Сталь числился в лейб-гвардии Драгунском полку и состоял при великом князе Константине Павловиче. В Заграничных походах 1813 и 1814 годов отличился в Кульмском бою, а за отличие в Битве народов под Лейпцигом был произведён в генерал-майоры; с начала 1814 года командовал Астраханским кирасирским полком, был во многих сражениях во Франции и особо отличился при взятии Парижа.
Изображён в генеральском мундире, введённом для кавалерийских генералов 6 апреля 1814 года. На шее кресты орденов Св. Анны 2-й степени с алмазами и Св. Владимира 3-й степени; по борту мундира крест прусского ордена Пур ле мерит; на груди крест ордена Св. Георгия 4-го класса, серебряная медаль «В память Отечественной войны 1812 года» на Андреевской ленте, кресты австрийского ордена Леопольда 3-й степени и баварского Военного ордена Максимилиана Иосифа 3-й степени, бронзовая дворянская медаль «В память Отечественной войны 1812 года» на Владимирской ленте и Кульмский крест. Подпись на раме: К. Г. Сталь 1й, Генералъ Маiоръ. Вместо шейного креста ордена Св. Анны 2-й степени должна быть изображена нагрудная звезда этого ордена 1-й степени, которым Сталь был награждён в 1814 году.
7 августа 1820 года Комитетом Главного штаба по аттестации Сталь был включён в список «генералов, заслуживающих быть написанными в галерею» и 28 февраля 1823 года император Александр I приказал написать его портрет. Сам Сталь в это время находился в отставке и постоянно проживал в своём имении в Эстляндской губернии; неизвестно, приезжал ли он сам в Санкт-Петербург или присылал свой портрет для копирования. Гонорар Доу был выплачен 4 апреля и 29 декабря 1824 года. Готовый портрет был принят в Эрмитаж 7 сентября 1825 года.